# Японский жёлоб
Японский жёлоб (яп. 日本海溝) — океаническая впадина на западе Тихого океана к востоку от острова Хонсю, к югу от Хоккайдо и к северу от островов Бонин.
Длина жёлоба превышает 1000 км. Поперечный профиль жёлоба имеет V-образную форму. Максимально измеренная глубина — 8412 м. Жёлоб является южным продолжением Курило-Камчатского жёлоба.

## Исследования
Три исследователя на аппарате Shinkai 6500 11 августа 1989 года достигли глубины 6526 м.
В октябре 2008 года японско-британская экспедиция сумела заснять на глубине 7700 м морских слизней — самых глубоководных рыб.
Дно и стены жёлоба часто становятся эпицентрами землетрясений.